# دونا والرجل السمين (رواية)
دونا والرجل السمين (بالإنجليزية: Donna and The Fatman)‏ هي رواية للكاتبة الإنجليزية هيلين زاهافي، نشرت عام 1998، عن دار نشر أنكور. 